# Trischidium
Genre
Trischidium est un genre de plantes à fleurs dicotylédones de la famille des Fabaceae, sous-famille des Faboideae, originaire d'Amérique du Sud, qui comprend cinq espèces acceptées.

## Liste d'espèces
Selon The Plant List (29 novembre 2018) :
- Trischidium alternum (Benth.) H.E. Ireland
- Trischidium decipiens (R.S. Cowan) H.E. Ireland
- Trischidium limae (R.S. Cowan) H.E. Ireland
- Trischidium molle (Benth.) H.E. Ireland
- Trischidium racemulosum (Huber) H.E. Ireland